# إيرف شتاين
إيرف شتاين (بالإنجليزية: Irv Stein)‏ هو لاعب كرة قاعدة أمريكي، ولد في 21 مايو 1911 في ماديسونفيل في الولايات المتحدة، وتوفي في 7 يناير 1981 في كوفينغتون في الولايات المتحدة.

## وصلات خارجية
- إيرف شتاين على موقعبيزبول رفرنس.كوم (الدوري الرئيسي) (الإنجليزية)